# Territory Wildlife Park
Het Territory Wildlife Park is een dierenpark in het Australische Berry Springs in het Noordelijk Territorium. Het park is 400 hectare groot en ligt op het Cox Peninsula nabij de stad Darwin. De flora en fauna van de Top End staan er centraal.

## Beschrijving
Het Territory Wildlife Park is ingedeeld in enkele themagebieden. "Woolybutts and Wallabies" is een gebied begroeid met woolybutts, een type Eucalyptusboom, waar de bezoekers tussen verschillende soorten wallaby's, waaronder de zeldzame zwarte wallaroe (Macropus bernardus), doorlopen. De Paperbark Walk, de Wetland Walk en de Monsoon Forest Walk zijn wandelroutes door specifieke natuurgebieden van de Top End met in de aanliggende verblijven diersoorten uit de betreffende gebieden.
Langs de Paperbark Walk ligt de Goose Lagoon, een meer waar wilde watervogels zoals eenden, reigers en ibissen leven. De Wetland Walk omvat een aquarium dat het complete verloop van een rivier in de Top End vertegenwoordigd: van de bronnen in de zandplateaus in Arnhemland via de rivieren tot de monding en voorliggende koraalriffen in de Arafurazee. De Monsoon Forest Walk omvat onder meer een grote vogelvolière waar de bezoekers doorheen kunnen lopen. Nabij de ingang van het Territory Wildlife Park liggen nog het Nocturnal House met nachtdieren en het Flight Deck, waar tweemaal per dag een roofvogelshow wordt gegeven.

## Soortbescherming
Het Territory Wildlife Park speelt een belangrijke rol in de fokprogramma's van de bedreigde dwergbuidelmarter (Dasyurus hallucatus) en de Carpentarische rotsrat (Zyzomys palatilis).